# Miserere (album)
Felső index szövege
A Miserere az olasz blues-rock-énekes-dalszerző, Zucchero Fornaciari hatodik stúdióalbuma, amelyet 1992-ben adott ki a Polydor Records.

## Áttekintés
A Miserere (Kegyelem) sokkal sötétebb hangvételű album, mint Zucchero korábbi munkái, ami a nagylemez azonos című dalából és témájából is kiderül. Meghitt magánéletét tükrözi abból az időből, amikor válása után magányban és depressziósan élt. Szerinte ez annak a három évnyi kétségbeesésnek az eredménye, amely Emilia, ahol a szülei, és Versilia között, ahol a felesége és a lányai éltek, egy kis házban, a Tirrén-tenger partján, Marina di Pietrasantában egy kutyával és egy borosüveggel.  Később, amikor Pontremoli vidéké8n járt, meglátott egy zöld völgyet romokkal és folyóval. Leereszkedett hozzájuk, és egy idő után először érezte otthon magát. Ott építette fel jelenlegi otthonát.
Lelkiállapota és érzelmei a címadó mellett az olyan dalokból is kitűnnek, mint a „Ridammi Il Sole” (Add vissza nekem a Napot!), a „Povero Cristo” (Szegény Krisztus), valamint mások, sok iróniával. A Miserere címadó dalt egy délelőtt alatt írták meg.
Az album együttműködés eredménye: Elvis Costello társszerzője volt a „Miss Mary” számnak, a U2-s Bono volt a felelős a „Miserere” angol verziójáért, amely az első volt számos későbbi együttműködésük közül, amelyet Luciano Pavarottival vettek fel; Paul Buchanan, a The Blue Nile két szám társszerzője („Ridammi Il Sole", „It's All Right (La Promessa – Az ígéret)”); valamint közreműködött Wayne Jackson és Andrew Love (#7, #8) a The Memphis Hornsból.
Bár a Miserere című dalt Pavarotti vette fel, meghallgatása során az akkor még ismeretlen Andrea Bocelli is előadta. Első stúdióalbumán, az Il Mare Calmo della Serában (Az este nyugalmas tengere) rögzíthette, aminek az azonos című kislemezét Zucchero társszerzőjeként írta. Pályafutása során a Miserere című dalt gyakran adta elő Pavarottival és Bocellivel.

## Terjesztése
Olaszországban 13 hétig vezette az albumslágerlistát, hazájában hétszeres platina minősítést kapott, több mint 1 400 000 eladott példányban, Svájcban szintén platinát kapott (a 8. szam).
Angol nyelven is kiadták; A L'Urlóban Léo Ferré szerepelt, az „It's All Right (La Promessa)” angol nyelvű, és a „The Promise (It's Alright)”, az „Il Pelo Nell'Uovo” angol címe "Brick – Tégla", „Ridammi” Az Il Sole angolul a „Come Back the Sun” címet viseli, az „I Frati” pedig „Gone Fishing” és „Miserere” (angol változat).

## Számlista
Az összes dal szerzője Zucchero, except where noted. 
|     | Cím | Hossz |
| --- | --- | ----- |
| 1.  | Miserere (Overture) | 0:36  |
| 2.  | L'Urlo | 3:20  |
| 3.  | It's All Right (La Promessa) | 5:26  |
| 4.  | Il Pelo Nell'Uovo | 4:49  |
| 5.  | Miss Mary | 4:27  |
| 6.  | Anna Solatia | 3:48  |
| 7.  | Un'Orgia Di Anime Perse | 3:43  |
| 8.  | Pene | 5:27  |
| 9.  | Povero Cristo | 3:49  |
| 10. | Ridammi Il Sole | 4:34  |
| 11. | I Frati (Ovvero L'Osteria Della Felicità) | 3:35  |
| 12. | Miserere (With Luciano Pavarotti) (A „Miserere" 4.15 percnél fejeződik be. 15 másodperc csend után kezdődik az ún. rejtett szám, amelynek szövege „A volte, la migliore musica è il silenzio… diciamo” (Néha a legjobb zene a csend… mondjuk). Vegyük észre, hogy a dalszöveg két és félszer elhangzik, amikor a dal szövegében: „A volte, la migliore musica è il silenzio…") | 4:50  |

## Közreműködők
- Zucchero – ének
- Corrado Rustici – gitárok, vokál
- Peter-John Vettese – billentyűsök
- David Sancious – billentyűsök
- Polo Jones – basszusgitár
- Michael Shrieve – dobok
- Martin Beedle – dobok
- Karl Perazzo – ütősök
- Raul Rekow – ütősök
- Rosario Jermano – ütősök
- Andy Forest – tangóharmonika
- The Memphis Horns – Wayne Jackson és Andrew Love
- Luciano Pavarotti – ének
- Mino Vergnaghi, Iskra Menarini, Antonella Pepe, Giorgia Todrani, Tessa Niles, Lance Ellington, Linda Taylor, Carol Kenyon, „I Soparis", UK Gospel Fusion - vokál
- Michael Kamen – húros hangszerek

## Fordítás
- Ez a szócikk részben vagy egészben  a   Miserere (album) című angol Wikipédia-szócikk ezen változatának fordításán alapul.  Az eredeti cikk szerkesztőit annak laptörténete sorolja fel. Ez a jelzés csupán a megfogalmazás eredetét és a szerzői jogokat jelzi, nem szolgál a cikkben szereplő információk forrásmegjelöléseként.